# Алабама
Алабама (енгл. Alabama), држава је САД, која се налази у њеном јужном делу. Површина Алабаме је 135.765 km², а број становника по попису из 2020. је 5.024.279. Главни град је Монтгомери. Највећи град је Бермингхам, који је био центар за производњу челика, а данас је претворен у модерну метрополу са врло развијеним сектором услужних делатности. У граду Хантсвилу, који се налази у северном делу Алабаме, изграђен је први центар за космичке летове у САД - НАСА.
Алабама се граничи са Тенесијем на северу, Џорџијом на истоку, Флоридом на југу и Мисисипијем на западу. На југу излази на Мексички залив. Алабама је 30. америчка држава по укупној копненој површини, и друга по дужини водених токова. Она је 23. по броју становника, са скоро 4.600.000 становника 2006.

## Географија
Алабама се граничи са државом Тенеси на северу, Џорџијом на истоку, Флоридом на југу и Мисисипијем на западу. Алабама излази на Мексички залив, на најјужнијем крају државе. Алабама је тридесета држава САД по величини са површином од 135.760 km²: 3,2% те површине је вода, што чини Алабаму 23. по количини воде. Надморска висина државе је у распону од нивоа мора у заливу Мобил до преко 550 m у Апалачима на североистоку.

## Историја
Пре око 8000 до 9000 година населили су се први Индијанци на данашње подручје Алабаме. До доласка првих Европљана на сјеверу су живјели Чероки и Чикасо Индијанци, а на југу Чокто и Крики Индијанци.
Шпански истраживач Алонсо Алварез је 1519. стигао до залива Мобил. Други шпански истраживач, Ернандо де Сото, 1541. је дошао са од Апалача у Алабаму. Први Французи су стигли 1699. са јужне стране и основали прву колонију а 1702. град Форт Луј де Мобил, који до 1722. остаје главни град француске колоније Луизијана. Године 1711, град је премештен низводно на садашње место.
Након Француског и индијанског рата, Велика Британија је добила Алабаму 1763. Током шпанске интервенције у Америчком рату за независност, Шпанци су 1779. освојили јужни дио Алабаме. Велика Британија 1783. је уступила Алабаму делом Шпанији, а делом побуњеним колонијама. Године 1798, је Алабама, са изузетком обале и града Мобила, који су још припадали шпанској Флориди, била део територије Мисисипи. Након Првог рата са Семинолама 1813. постаје и Мобил део територије. Истовремено су се индијанска племена повукла, а на њихово су се подручје населили белци. Четири године касније године 1817. Мисисипи је постао држава у данашњим границама, а остатак територија се назива територија Алабама. Алабама је 14. децембра 1819. године коначно постала 22. држава САД.
Током грађанског рата Алабама је била на страни јужњачке конфедерације. У њеном главном граду Монтгомерију 4. фебруара 1861. основане су Конфедеративне Америчке Државе. Након рата Алабама је поновно укључена у САД 1868. године. Првобитно се привреда Алабаме темељила на плантажама памука, а од 1880-их почиње развој индустрије. Након Другог светског рата у Алабами се развио снажан црначки покрет против расизма (бојкот аутобуса у Монтгомерију 1955—1956, марш на Монтгомери 1965).

## Демографија
| 1900.     | 1910.     | 1920.     | 1930.     | 1940.     | 1950.     | 1960.     | 1970.     | 1980.     | 1990.     | 2000.     | 2010.     |
| --------- | --------- | --------- | --------- | --------- | --------- | --------- | --------- | --------- | --------- | --------- | --------- |
| 1.828.697 | 2.138.093 | 2.348.174 | 2.646.248 | 2.832.961 | 3.061.743 | 3.266.740 | 3.444.165 | 3.893.888 | 4.040.587 | 4.447.100 | 4.779.745 |

### Највећи градови
| Бермингхам Монтгомери | 1.  | Бермингхам        | Округ Џеферсон   | 212.237 | Мобил Хантсвил |
| Бермингхам Монтгомери | 2.  | Монтгомери        | Округ Монтгомери | 205.764 | Мобил Хантсвил |
| Бермингхам Монтгомери | 3.  | Мобил             | Округ Мобил      | 195.111 | Мобил Хантсвил |
| Бермингхам Монтгомери | 4.  | Хантсвил          | Округ Медисон    | 180.105 | Мобил Хантсвил |
| Бермингхам Монтгомери | 5.  | Таскалуса         | Округ Таскалуса  | 90.468  | Мобил Хантсвил |
| Бермингхам Монтгомери | 6.  | Хувер             | Округ Џеферсон   | 81.619  | Мобил Хантсвил |
| Бермингхам Монтгомери | 7.  | Дотан             | Округ Хјустон    | 65.496  | Мобил Хантсвил |
| Бермингхам Монтгомери | 8.  | Декејтур          | Округ Морган     | 55.683  | Мобил Хантсвил |
| Бермингхам Монтгомери | 9.  | Оберн             | Округ Ли         | 53.380  | Мобил Хантсвил |
| Бермингхам Монтгомери | 10. | Медисон (Алабама) | Округ Медисон    | 42.938  | Мобил Хантсвил |

## Административна подела
Алабама се састоји од 67 округа: Барбор, Батлер, Биб, Блант, Болдвин, Булок, Вашингтон, Вилкокс, Винстон, Вокер, Грин, Далас, Дејл, Декаб, Елмор, Ескамбија, Етово, Отога, Кавингтон, Калман, Калхун, Кларк, Клеј, Клиберн, Колберт, Конека, Кофи, Креншо, Куса, Лајмстоун, Ламар, Лаундс, Ли, Лодердејл, Лоренс, Маренго, Марион, Маршал, Мејкон, Медисон, Мобил, Монро, Монтгомери, Морган, Пајк, Пери, Пикенс, Рандолф, Расел, Самтер, Сент Клер, Талапуса, Таладига, Таскалуса, Фејет, Френклин, Хејл, Хенри, Хјустон, Чејмберс, Чероки, Чилтон, Чокто, Џексон, Џенива, Џеферсон, Шелби.
Од Америчког грађанског рата до Другог светског рата, Алабама је, као и многе друге државе са југа САД трпела економске невоље, делом због тога што је наставила да се ослања на пољопривреду. Штавише, белачка, рурална мањина је доминирала легислатуром све до шездесетих година 20. века, што је значило да су урбани, савремени интереси били запостављани. У годинама након рата, Алабама се економски значајније развила, а привреда је постала разноврснија, јер се осим пољопривреде развила и тешка индустрија, вађење минерала, образовање и висока технологија.